# Thomasella
Thomasella es un género de foraminífero bentónico de la familia Spirocyclinidae, de la superfamilia Loftusioidea, del suborden Loftusiina y del orden Loftusiida. Su especie tipo es Saudia labyrinthica. Su rango cronoestratigráfico abarca desde el Thanetiense (Paleoceno superior) hasta el Ypresiense (Eoceno inferior).

## Discusión
Clasificaciones previas incluían Thomasella en el suborden Textulariina del orden Textulariida o en el orden Lituolida.

## Clasificación
Thomasella incluye a la siguiente especie:
- Thomasella labyrinthica †